# Nida (Litwa)
Nida (niem. Nidden) – miasto w zachodniej Litwie w okręgu kłajpedzkim w Rejonie Neryńskim na Mierzei Kurońskiej, przy granicy z rosyjskim obwodem królewieckim. Obecnie mieszka tam około 2400 osób.

## Historia
O miasteczku pierwszy raz wspomniano w dokumentach z 1385 roku pochodzących z zakonu krzyżackiego. W 1525 roku wioska została częścią Prus Książęcych, a następnie w 1701 częścią Królestwa Prus.
W 1709 roku prawie cała populacja wsi zmarła wskutek epidemii dżumy. W obawie przed zasypaniem wsi przez piasek, przeniesiono ją do dzisiejszej lokalizacji w 1730 roku. Po zjednoczeniu Niemiec wioska została częścią Prus Wschodnich. W 1874 r. na wzgórzu Urbas przy wiosce zbudowano latarnię morską, która została zniszczona w czasie drugiej wojny światowej, a następnie odbudowana w latach 1945 – 1953.
Po I wojnie światowej, na mocy traktatu wersalskiego Nidden stało się częścią Okręgu Kłajpedy, później zaanektowanego przez Litwę (wtedy właśnie zmieniono nazwę wioski na Nida). W wiosce przed drugą wojną światową nadal przeważała ludność niemiecka. W 1939 Nida powróciła do Niemiec.
Po wojnie Nida została prawie niezamieszkana w wyniku wysiedlenia ludności niemieckiej. Miasteczko zostało w późniejszym czasie włączone do Litewskiej SRR. W czasie zimnej wojny w Nidzie zaczęła się rozwijać turystyka. Obecnie Nida jest bardzo chętnie odwiedzana przez turystów (głównie z Litwy, Łotwy, Niemiec i Rosji).

## Turystyka[1]
Nida jest znanym ośrodkiem turystycznym. Rocznie odwiedza ją od 200 do 300 tysięcy turystów. W ostatnich latach miasto stało się punktem zainteresowania fanów muzyki elektronicznej, ze względu na koncerty organizowane w okolicznych lasach. Od 2001 roku odbywa się tam coroczny festiwal jazzowy.
W okolicach miasta znajdują się jedne z najwyższych wydm w Europie, duży zegar słoneczny, muzeum i galeria bursztynu oraz niemiecki, ceglany kościół protestancki w stylu neogotyckim z 1888 roku. W mieście znajduje się również pole kempingowe.
Plaże Nidy uczestniczą w programie Błękitnej Flagi. W pobliżu miasta znajduje się również plaża dla nudystów.

## Transport[4]
W mieście znajduje się Lotnisko Nida, zdolne do obsługiwania małych samolotów. W Nidzie jest również port, z którego wypływają głównie łodzie rybackie i małe promy.
Przez Nidę przebiega droga biegnąca przez całą Mierzeję Kurońską od Zielonogradska do miasteczka Smiltynė, z którego można popłynąć promem do Kłajpedy. Na owej drodze na trasie Nida – Smiltynė kursuje cogodzinny autobus. Autokarem z Nidy można się także dostać do Królewca, Kłajpedy, Kowna i Wilna.

## Znani ludzie z Nidy
- Tadas Sedekerskis[7] (ur. 1998) – litewski koszykarz;
- Reinhard Henkys (1928 – 2005) – niemiecki dziennikarz.